# ヴィクトリア朝の服飾

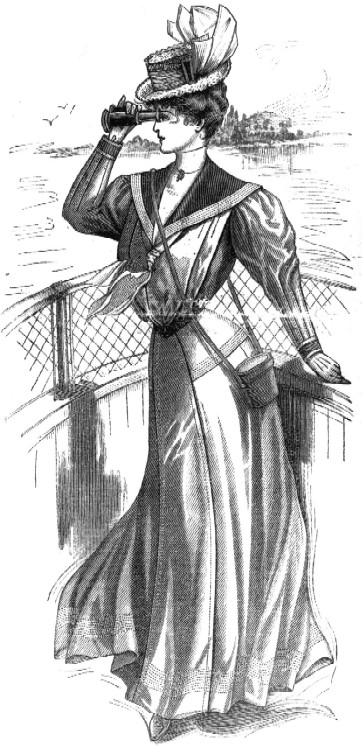
1890年代のヴィクトリア朝の女性

ヴィクトリア朝の服飾（ヴィクトリアちょうのふくしょく）は、ヴィクトリア時代（1830年代 - 1900年代前後）に英国やその植民地、自治領にて出現し、発展した様々な流行の服装により構成される。この時代には、服装や建築、文学、また服飾芸術や視覚芸術を含む流行において、たくさんの変化が見られた。
1905年ごろまでに、洋服はだんだんと工場で作られたものになり、多くの場合は決まった値段で大きなデパートなどで売られるようになった。服をオーダーメイドや家庭でつくることもいまだ多かったが、減少しており、新しい機械や素材によって、さまざまな方法により洋服は発展していった。
19世紀半ばに普及したミシンによって、家でもブティックでも、洋裁が簡単に行えるようになり、手縫いでは途方もない時間のかかるような、洋服への豊富な装飾が可能になった。機械の導入により、レースも古いものと比べて少しの値段でつくることができるようになった。新たに発展した、安くて鮮明な染料は、それ以前の動物染料や植物染料に取って代わった。

## 婦人服

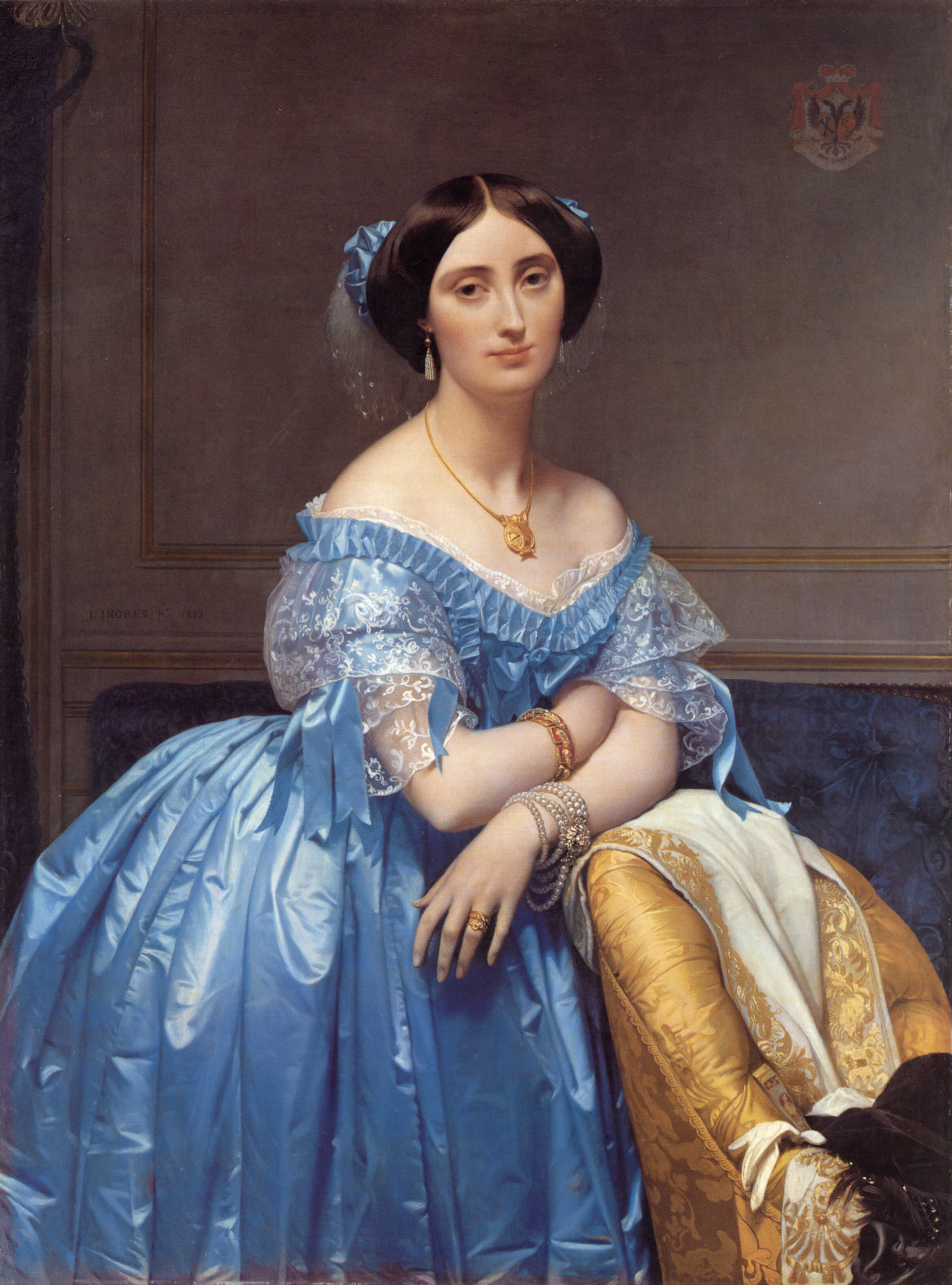
『ド・ブロイ公爵夫人の肖像』繊細なレースやリボンの装飾の施された青い絹の正装用ドレスを着たアルベール・ド・ブロイ公爵夫人　髪はドレスとそろいの青の、フリルがあしらわれた薄いリボンで結われており、首飾りやタッセルの耳飾り、両手にはブレスレットを身に着けている

1840、50年代には、女性用の長い正装用ドレスの袖は幅が広くふくらんでいて、ドレスは飾り気がなく淡い色であり、本物の花のような飾りがついていた。その下にはペチコートやコルセット、シュミーズなどを着用するものであった。1850年代までに、クリノリンに取って代わられたペチコートは減少し、スカートの膨らみは大きくなった。昼間着は胴部が固くなっており、夜間着はえりぐりが深く、肩にはショールを羽織っていた。
1860年代には、スカートの前面は平らになり、後ろ側だけがより膨らんだ形になった。昼間着の袖は肘から下が広がったパゴダスリーブという形になっており、詰まった首元にはレースやかぎ針編みの襟がついていた。夜間着はえりぐりが深く袖が短かったため、長い手袋や肘から手首までのレースやかぎ編みでできた手袋を身に着けていた。
1870年代には、公式でない家での集まりの際に用いる、コルセットを付けないお茶会用のドレス(Tea gown)が登場し、着実に人気を博していった。さらに、シーサイドドレス(seaside dresses)を着用する際でさえ、スカートの後ろを膨らませるための新たな下着としてバッスル(Bustle)がクリノリンに代わって登場した。ふんわりと広がったスカートの人気は衰退し、女性たちはより細身のシルエットを求めて努力するようになった。それによって、コルセットを着用した腰やウエスト、脚の上部のあたりは極めてぴったりとしていた形をしていた。当時の雑誌(パンチ)にはぴったりとしたドレスのせいで座ることも階段をのぼることもできない女性の漫画がたくさん掲載されていた。 クリノリンは1870年代には腰の後ろのバッスルに取って代わられた。また、小さな帽子を額から頭の前方にかけてのせることが流行した。その帽子に補足して、女性たちは巻き髪に苦心し、髪のボリュームを増やすためにスカルペット(scalpettes)やフリゼット(frizzettes)と呼ばれる付け毛を付ける女性もいた。
1880年代には、乗馬服として、そろいの上着とスカート（バッスルは着用しない）に襟のつまったシャツまたはシュミゼット(chemisette)と呼ばれる薄い布の袖のないシャツを着用し、トップハットと呼ばれるシルクハットのような帽子にヴェールのついたものをかぶっていた。狩りの際にはだらりとした足首までの長さのスカートにブーツまたは革や布でできた伸縮性のある襠のついた深靴を着用していた。外を歩く際には長い上着にスカート（バッスルは着用する）に小さな帽子またはボンネットをかぶっていた。また、旅をする際にはダスターコート(duster)のような長いコートを着用していた。
1890年代、このヴィクトリア朝の最後の十年において、女性の服装は詰まった襟と長い胴部のラインを保つための硬い鉄の骨組みで特徴づけることができ、またその襟の人気は確実なものになった。この頃までにはクリノリンもバッスルも存在しなくなっており、女性たちはその代わりに細いウエストを手に入れることを選んだ。

## 女性用帽子

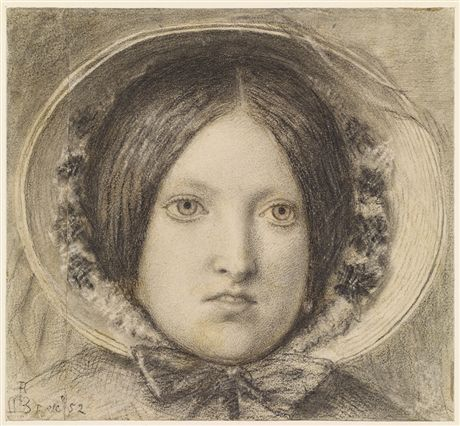
エマ・ヒル(Emma Hill) フォード・マドックス・ブラウン(Ford Madox Brown)作(1853), 新しい型の前つばつきボンネットをかぶった女性

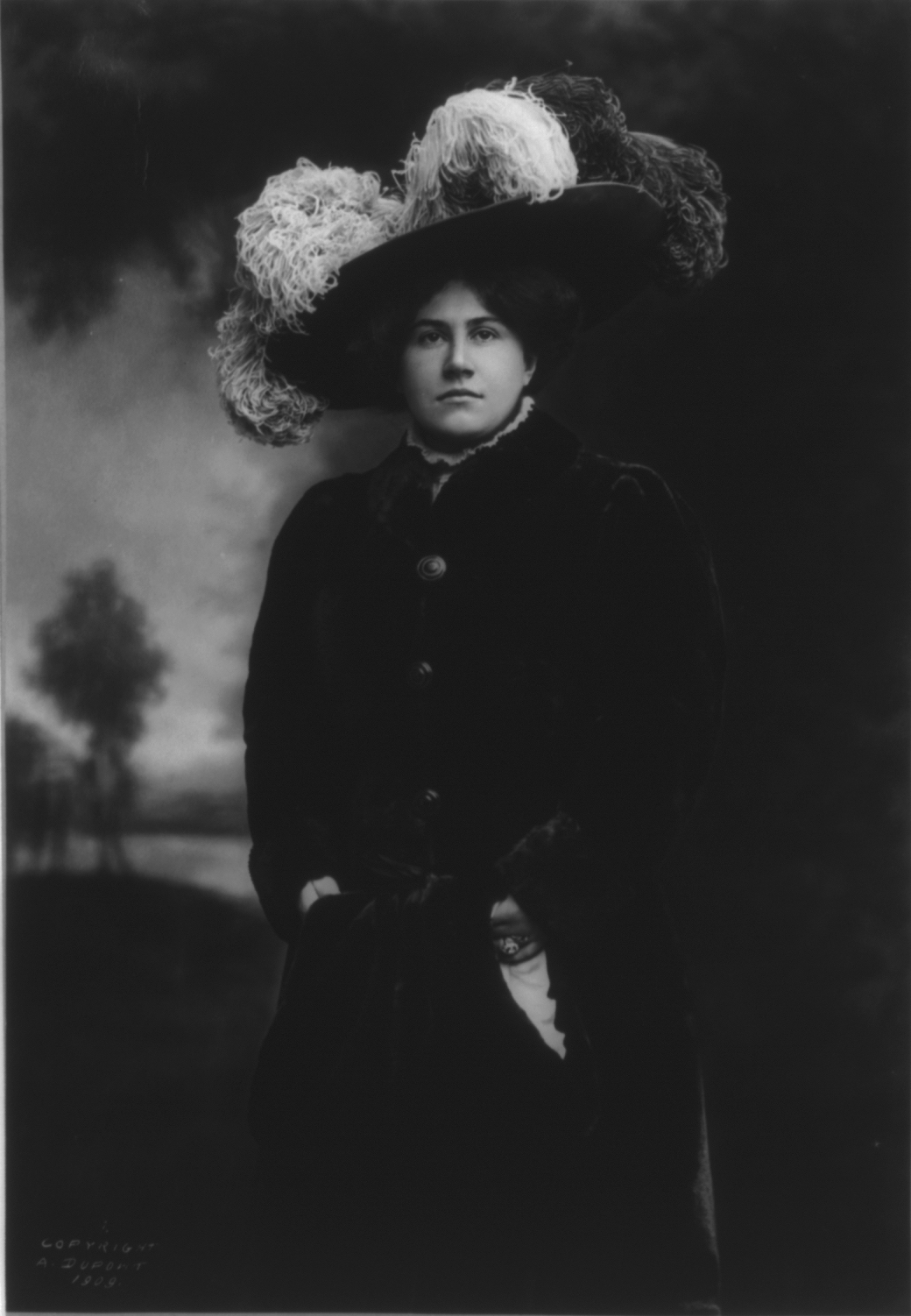
羽根飾りに覆われた帽子をかぶる オペラ歌手 エミー・デスティン(Emmy Destinn) (1909年前後)

ヴィクトリア朝の間の女性の帽子は、ヴィクトリア朝後期に流行とされた、大きな羽根と花を乗せた装飾が施されたものと考えられることが多い。そこに至るまでには、何十年もの期間に様々な流行を経て発展していった。
ヴィクトリア朝のドレスの特定の部分が誇張されたつくりになっていることは、デザイナーがその時々に人気のシルエットを強調するための努力によるものであった。婦人帽子はこの方針にあわせられていた。ヴィクトリア朝初期のころには、クリノリンや鉄製の骨組みによってなされた大きなスカートがシルエットにおいて重視された点であった。そこから逸れないようにしつつ流行を高めていくために、大きさやデザインが控え目な帽子である麦わらや布のボンネットが好んで選ばれていた。摂政期(en)後半の間に着用されていたポークボンネット(poke bonnet)には高く小さな山や、1830年代までずっと大きくなり続けた横のへりがあったので、着用時には前からしか直接女性の顔を見ることができなかった。大きく膨らんだスカートの形を反映するようにへりは丸くなっていた。
そのシルエットはヴィクトリア朝末期になるにつれて、再び変化した。形は本質的には逆三角形で、頭には広いへりのある帽子、上半身にはふんわり広がった袖があり、バッスルも着用せずスカートは足首あたりで細められていた（ヴィクトリア朝が終わって少しの間には、ホブルスカート(hobble skirt)という、膝下あたりのつまった歩きにくいスカートが一時的に絶大な人気を誇った）。 この巨大なへりのある帽子は、絹でできた花やリボンなどの様々なものや異国情緒漂う羽根のような、精巧な飾りに覆われていた。時にははく製にされた異国の鳥全体が装飾されていることもあった。これらの羽根の多くはフロリダ湿地の鳥のものであって、乱獲によってほぼ完全に殺されてしまった。1899年までに、アデライン・ナップ(Adeline Knapp)のような初期の環境学者たちはこのような羽根のための狩りを減らすことに尽力した。1900年までには、一年に五万羽以上の鳥が殺され、フロリダの岸辺の鳥の約95％がこの目的で狩猟者(Plume hunting)によって殺された。

## 紳士服

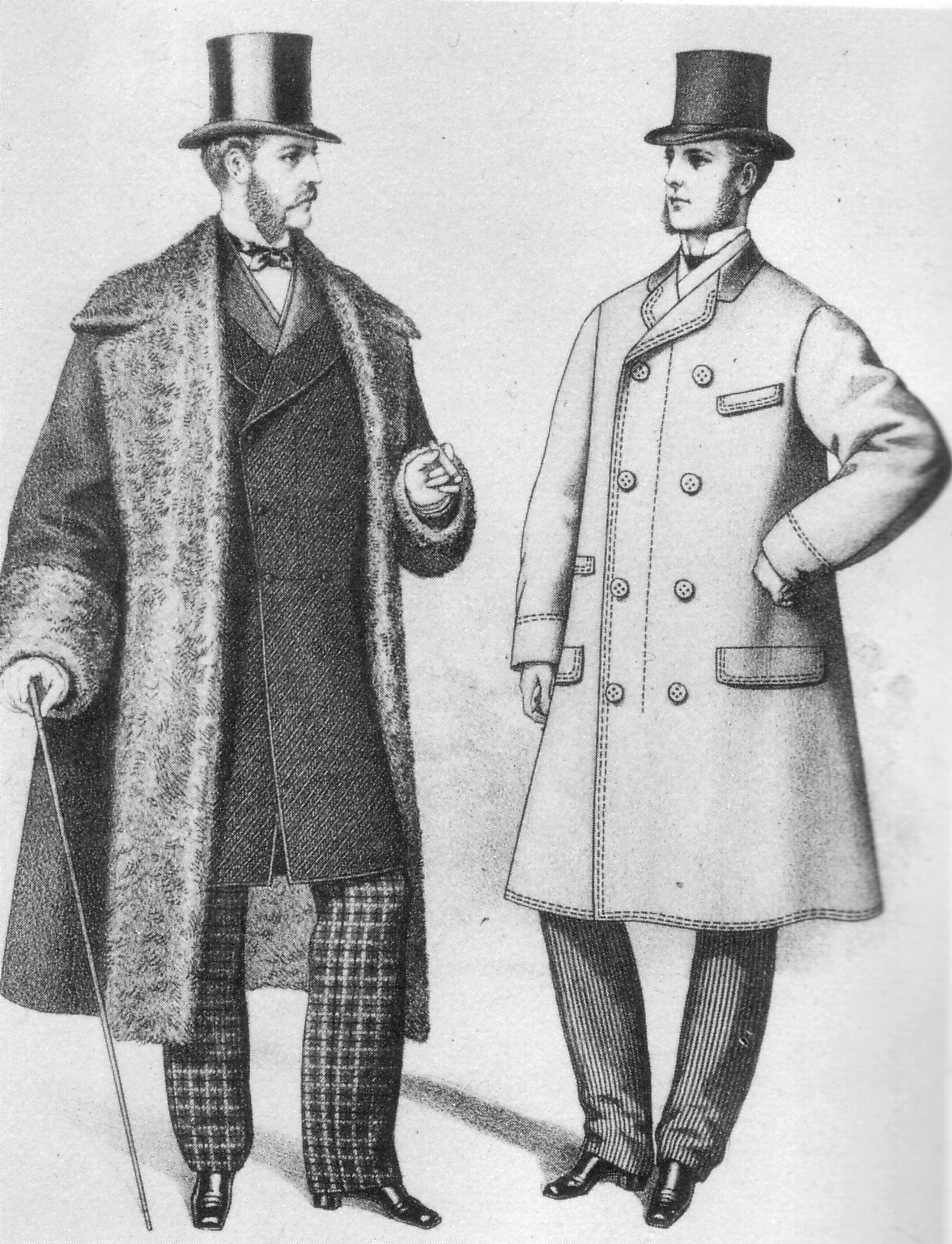
1870年代のヴィクトリア朝の男性たちの絵

1840年代の間、男性はぴったりとした、脹脛までの長さのフロックコートやベストを着用していた。そのベストはボタンが一列または二列のもので、ショールカラー(shawl collar)やノッチドカラー(notched collar)（ラペル参照）がついており、腰の低い位置までの長さで裾は二股に分かれていた。より正式な場では、昼間には前下がりにななめになったモーニングコートと淡い色のズボンを着用し、夕方には暗い色の燕尾服とズボンを着用していた。シャツはリネン又は綿製で低い襟のついたものであり、時折立たせずに幅の広いボウタイやネクタイを着用していた。ズボンは前開きであり、正式な宴会のほかに乗馬の際のために半ズボンが着用されていた。また、天気の晴れている時には、広いつばのついたトップハットを被っていた。
1850年代には、男性は高い立て襟または折り返し襟のついたシャツに、蝶結び又は「翼」のようにとがった端が出た結び方のネクタイを着用していた。上流階級の人々は引き続きトップハットを着用し、ボーラーハットを着用するのは労働者階級の人々であった。
1860年代になると、男性はより幅の広いネクタイを蝶結び又はゆるく結んだ結び目にまわし、ネクタイピンでとめる結び方をし始めた。フロックコートの長さは膝丈まで短くなり、仕事向けに着用されていた一方、太腿の真ん中ほどの丈のゆったりとしたサックコート(sack coat)はだんだんとフロックコートにおされ、あまり正式でない場に用いられるようになった。トップハットは一時的にとても高い煙突のような形になったが、その他の多様な形が人気となった。
1870年代には、三つ揃いのスーツが柄物のシャツとともに人気を博していった。ネクタイはフォア・イン・ハンド・ネクタイから後になるとアスコット・タイになった。細いリボンタイは、特に南北アメリカにおける熱帯気候に合わせてかわりに用いられた。フロックコートやサックコートはより短くなった。また、ボートに乗る際にはひらたい麦わらのカンカン帽が着用されるようになった。
1880年代の間には、正式な夜間着はいまだ暗い色の燕尾服に暗い色のベストとズボンに白い蝶ネクタイ、翼状の襟のついたシャツであった。中盤には、ディナー・ジャケットやタキシードは少しくつろいだ正式な場にも用いられるようになった。射撃のような外で行う荒削りな娯楽の際には、ノーフォークジャケットやツイード又は羊毛の半ズボンが着用されていた。膝丈のトップコートにはベルベットやファーの襟がしばしばついていて、それや膝下の長さの外套は冬に着用されていた。男性の靴は高いヒールに細い爪先のものであった。
1890年代からはブレザーが導入され、運動用や航海用、その他の普段着として着用された。
ヴィクトリア朝の多くを通して、多くの男性はかなり短い髪型であった。これは口髭、揉み上げ、顎髭を含む顔の毛の様々な形態と同時になされていた。1880年代の終わりから1890年代の初めまでずっと、さっぱりと毛を剃られた顔は流行にならなかった。
信頼できる記録は残っていないので、男性が本当に着用していたものと雑誌や宣伝において売られていたものの区別は不確かである。

## 喪服

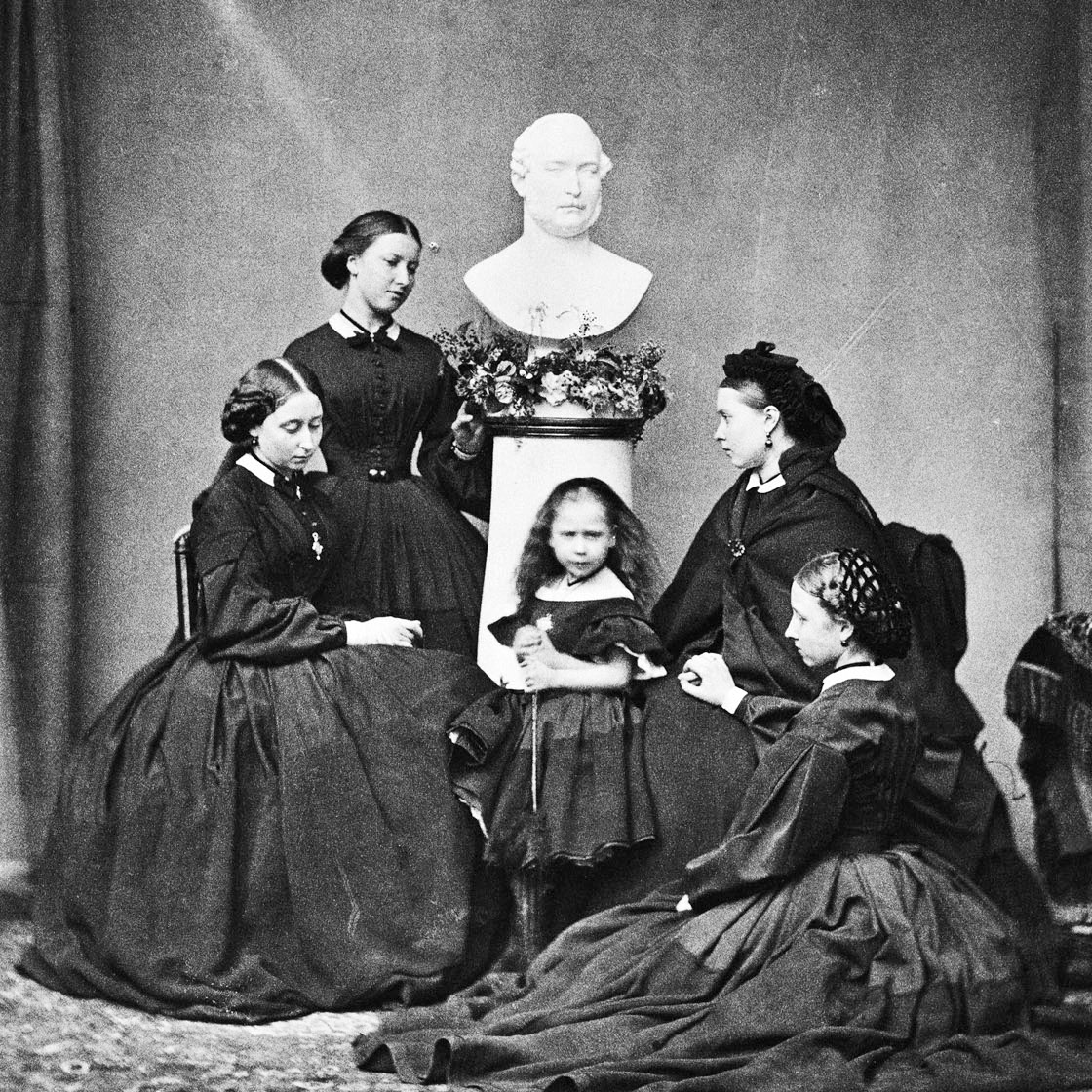
喪服を着て亡き父・アルバート公の胸像のもとに集うヴィクトリア女王の五人の娘たち(左からアリス、ヘレナ、ベアトリス、ヴィクトリア、ルイーズ) (1862)

イギリスにおいて、黒は伝統的に喪に服すことと関連付けられてきた色であった。ヴィクトリア朝のうちの長い間、男女どちらにも（特に女性に）要求されていた習慣や礼儀は堅苦しいものであった。その要求は故人との関係の近さによって複雑に定められていた。関係が近ければ近いほど、喪に服す期間や黒い服を着る期間は長かった。完全に全身黒い服を着るのは第一段階の喪服として知られていて、生地含め独自の服装があり、4から18か月の期間が要求されていた。引き続き、喪に服す人々は第二段階に進み、黒の部分がより少ない服装の期間へ移行し、通常の喪服、半喪服へと続いた。故人との関係がより離れると、これらの段階のいくつかの期間は縮められたり、完全に飛ばされたりもした。半喪服は黒がラベンダー色や藤色などの容認できる色にかわる移行期であり、イングランド国教会伝統の聖職者がキリストの苦悩を表すため、葬式の際にこのような色のストラを身に着けていることにより、このような色がよいされたと考えられる。

### 喪服の規範
Manners and Rules of Good Society, or, Solecisms to be Avoided (1887年、フレデリック・ウォーンより刊行)によると、以下のような明確な指示が存在した:
| 故人との関係                      | 第一段階の喪服 | 第二段階の喪服                  | 喪服 | 半喪服                                                                    |
| --------------------------------- | --- | ------------------------------- | --- | ------------------------------------------------------------------------- |
| 妻(故人:夫)                       | 1年1か月; クリープ織り(ちりめん)に覆われたボンバジーン(bombazine)という布、未亡人用の帽子、ごく薄い麻布又は麺布でできた袖口、 襟付き | 6か月: クレープ織りの部分が減る | 6か月: クレープ織りの部分がなくなる、 ボンバジーンの部分が絹又は羊毛になる; 最後の三か月間は、黒玉の宝石やリボンをつけることも可能だった | 6か月: 容認される色は、灰色又はラベンダー色、藤色、黒と灰色が混ざった服装 |
| 娘(故人:親)                       | 6か月: 黒または白のクレープ織りのついた黒い服 (幼い女児の場合); リネンでできた袖口や襟のないもの; 最初の2か月は宝石は着用禁止        | 4か月: クリープ織りの部分が減る | – | 2か月:上記と同じ                                                          |
| 妻(故人:夫の親)                   | 18か月:クリープ織りのついた黒いボンバジーンの服                                                                                      | –                               | 3か月:黒い服 | 3か月:上記と同じ                                                          |
| 親(故人:息子又は娘の結婚相手の親) | – 故人の親族がいる時には黒い腕章を着用する                                                                                           | –                               | 1か月:黒い服 | –                                                                         |
| 後妻(故人:前妻の親)               | – | –                               | 3か月:黒い服 | –                                                                         |

これらの礼儀の規範の複雑さは、明確な忌中の期間や、兄弟、義理の親、血のつながりや結婚で区別されるおじやおば、姪や甥、いとことはとこ、子供、幼児や関係者(親密さの度合いによって1から3週間の期間、標準的な喪服を着る資格がある)にまで広がっている。男性は女性より狭い範囲、短い期間での喪服の着用が要求されていた。19世紀半ば以降、男性は帽子のリボンとスーツが黒ければよかったが、女性が喪服を着る期間の半分の期間のみであった。妻を亡くした夫はたった3か月のみ喪服を着ることが要求されていた一方、夫を亡くした女性の適切な忌中の期間は四年に及んだ より長い期間喪服を着ている女性は、故人への身をささげているとして公に大きな賞賛を受けた。そのもっとも傑出した例はヴィクトリア女王自身であった。
貧しい女性は、普段着を染めることで中流、上流階級の人々によって定められた例に従おうとした。そのため染物師はヴィクトリア朝のうちの長い間、喪服にするために服を黒く染めることで収入を得ていた。。

## 室内装飾
室内装飾は余暇の楽しみとして始まり、入念に計算された優美なひだなどに移行し、今日私たちがヴィクトリア風だと思うような装飾がなされるようになり、ウィリアム・モリスのレトロシックがまがいもののジャポネズリーと同様に採用された。

## 当時のステレオタイプ

### ヴィクトリア朝の潔癖さ

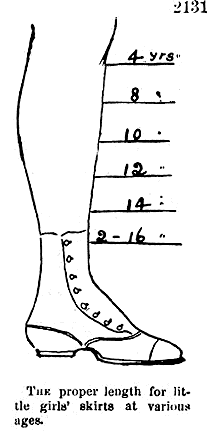
"少女の年齢別適切なスカート丈"　ファッション誌(ハーパーズ バザー)より 1900年において、少女が年齢を重ねるにつれてどれくらいスカートの裾が長ければよいかを示している

男性の服装は形式ばっていて堅苦しく、女性の服装は手が込んでいて度を越していたと考えられている。洋服は全身を覆い、踝が少しでも見えると恥ずべきことであった。批評家たちは、コルセットは女性の体や寿命を縮めると強く主張した。室内の装飾は陰鬱で暗く、重くて過剰に飾り立てられた家具や急増した骨董品で散らかっていると表現された。また、社会的通念として、ピアノの太い脚さえも恥ずべきものとされ、小さなズボンのようなカバーをかぶせるものであった。
もちろん、このうちの多くは正しくないか大いなる誇張がなされている。男性の正装はそれ以前と比べると色とりどりではなくなったかもしれないが、きらきらしたベストやカマーバンドによって少しの色を足したり、スモーキングジャケットやローブには東洋の錦がよく用いられていた。この現象は、織物の工業部門が発達し、大量生産の工程が発展し、男性たちの間で服飾で商売をしようという企てが高まった結果であった。 コルセットによって、細いウエストに対比して腰や胸を誇張することで、女性の性的な特徴が強調された。また、女性の正装用のドレスは肩や胸の上部の露出度が高かった。1880年代に登場したジャージーのドレスは体を覆っていたものの、伸縮性のある新しい素材は手袋のように体にぴったりとしていた。
家庭の家具は決して飾り立てられていたりやりすぎであったりするわけではなかった。しかしながら、贅沢な布や高い装飾を買う余裕があって自らの豊かさを見せつけたい人々はそうすることが多かった。ヴィクトリア朝が社会的流動性を増してから、豊かさを見せつけるような「にわか成金」が増えた。
装飾に用いられる物品は、単に実用性の問題で、現在使われているものより暗い色で重いものであった。ロンドンは騒がしく、空気は無数の石炭の炎によるすすに満ちていた。それゆえ、豊かな人々は重く騒音を遮るカーテンを窓にたらし、すぐにはすすがわからないような色を選んだ。すべてを手で洗っていた時代には、カーテンは現在のようには頻繁に洗われていなかった。
ピアノの太い脚が恥ずべきものとされていたという実際の証拠は存在しない。ピアノや机がよく何かを隠すためにショールや布で覆われていたとすれば、それは家具の安さであった。中流階級下層の家族が、マホガニー材の机を買う余裕がないことを見せないために松の机を隠したということへの言及もある。ピアノの話は、アメリカのこうるささへの風刺的な言及として、フレデリック・マリャット(Frederick Marryat)著の1839年出版の本、『アメリカ日記』(A Diary in America)に起因しているようである。
しかしながら、ヴィクトリア朝の礼儀は想像されているほど厳しくなかったかもしれない。少なくとも立派な中流、上流階級においては、公に性や出産またはそのようなことについて話す人はいなかった。しかしながら、よく知られているように、罪の多くは思慮分別でまかなわれており、売春も蔓延しており、上流階級の男女は不倫の密通にふけっていた。

### ヴィクトリア朝の女性
今では、物思いに沈んだ郷愁を抱きながらヴィクトリア朝を思い返す人もいる。歴史家たちは、これは本当の歴史がゆがめられ、ヴィクトリア朝の抑圧的な考えと潔癖さが強調されたステレオタイプであるという。行儀が悪いと眉をひそめられたため、女性は泳ぐことを許されておらず、自転車に乗る際には特別な服を着なければならなかった。

## ヴィクトリア朝の現代への影響
さらに注目すべきは、スチームパンクと呼ばれる、現代における既存の価値観や慣習に反抗する生活様式などの流行である。スチームパンクにおける服装はヴィクトリア朝風のものを前衛的に変化させたものが多く、ぼろぼろに裂かれていたり、ゆがめられていたり、ゴシック・ファッションやインダストリアルロック風のファッションと混ざっていたりする。ヴィクトリア朝の服飾が組み込まれた現代の様式の例としては、ロリータ・ファッションが存在する。

## 絵画

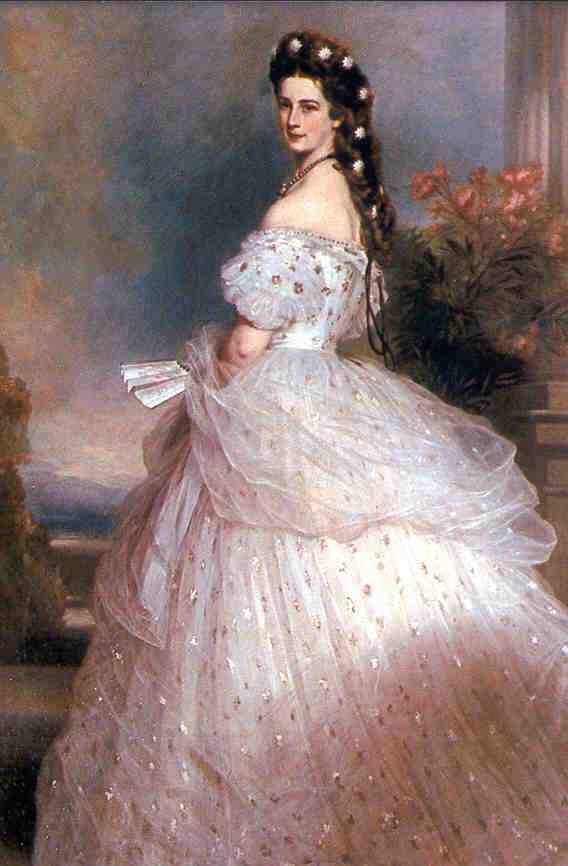
エリーザベト (オーストリア皇后)(Elisabeth of Bavaria)のためにチャールズ・フレデリック・ワース(Charles Frederick Worth)がデザインし、フランツ・ザヴェール・ウィンターハルター(Franz Xaver Winterhalter)が描いたドレスの絵
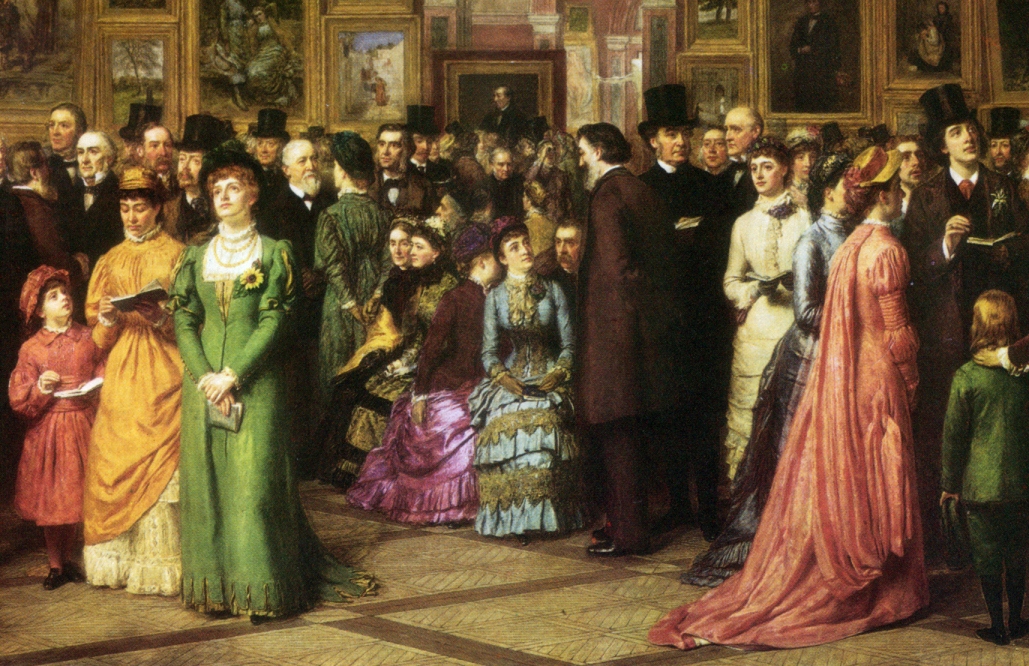
女性のエステティック・ドレス(左右)と流行の服装(中央)の対比の絵 ウィリアム・パウエル・フリス(William Powell Frith)作 1883
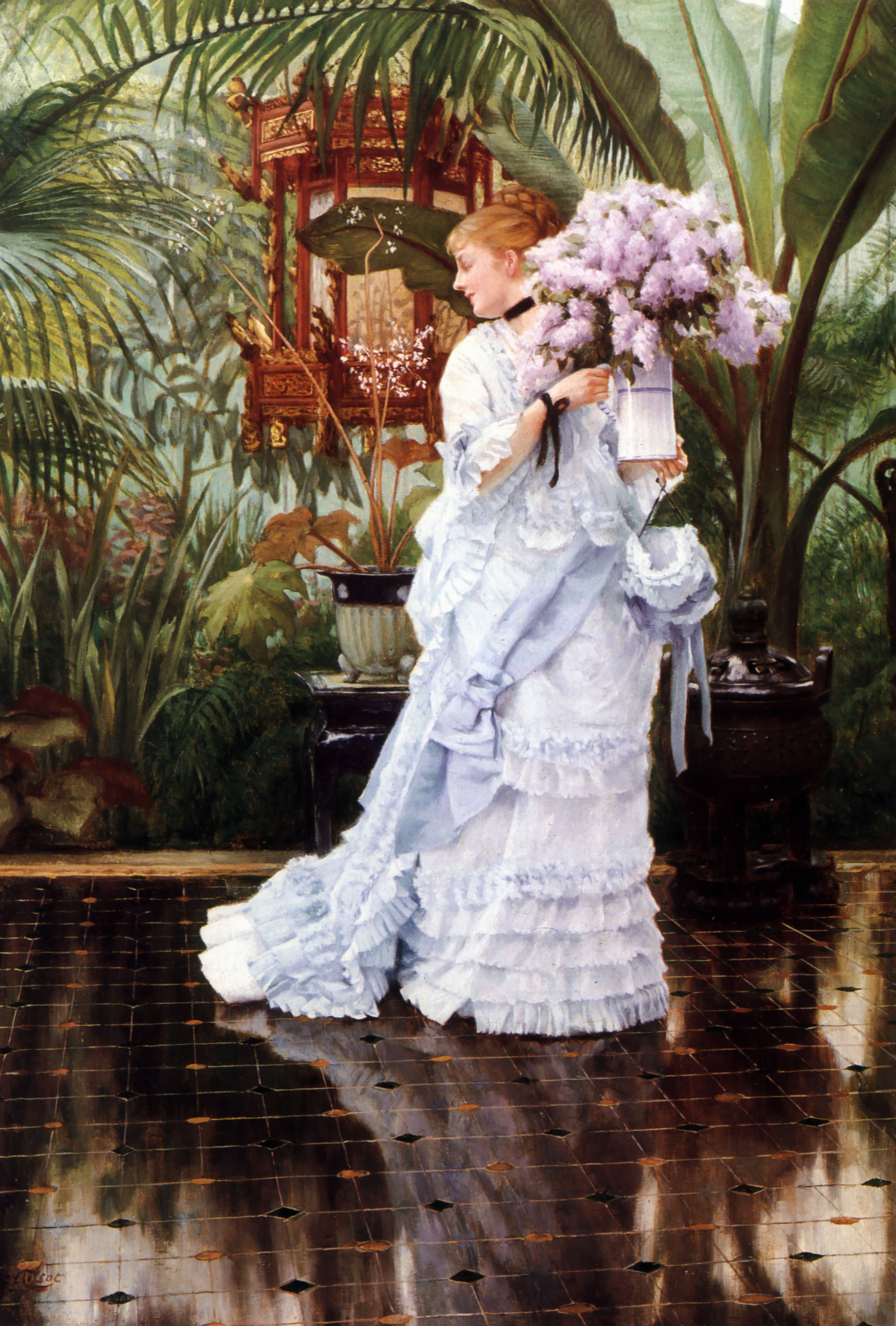
当時の昼間着　ジェームズ・ティソ(James Tissot)作 1875
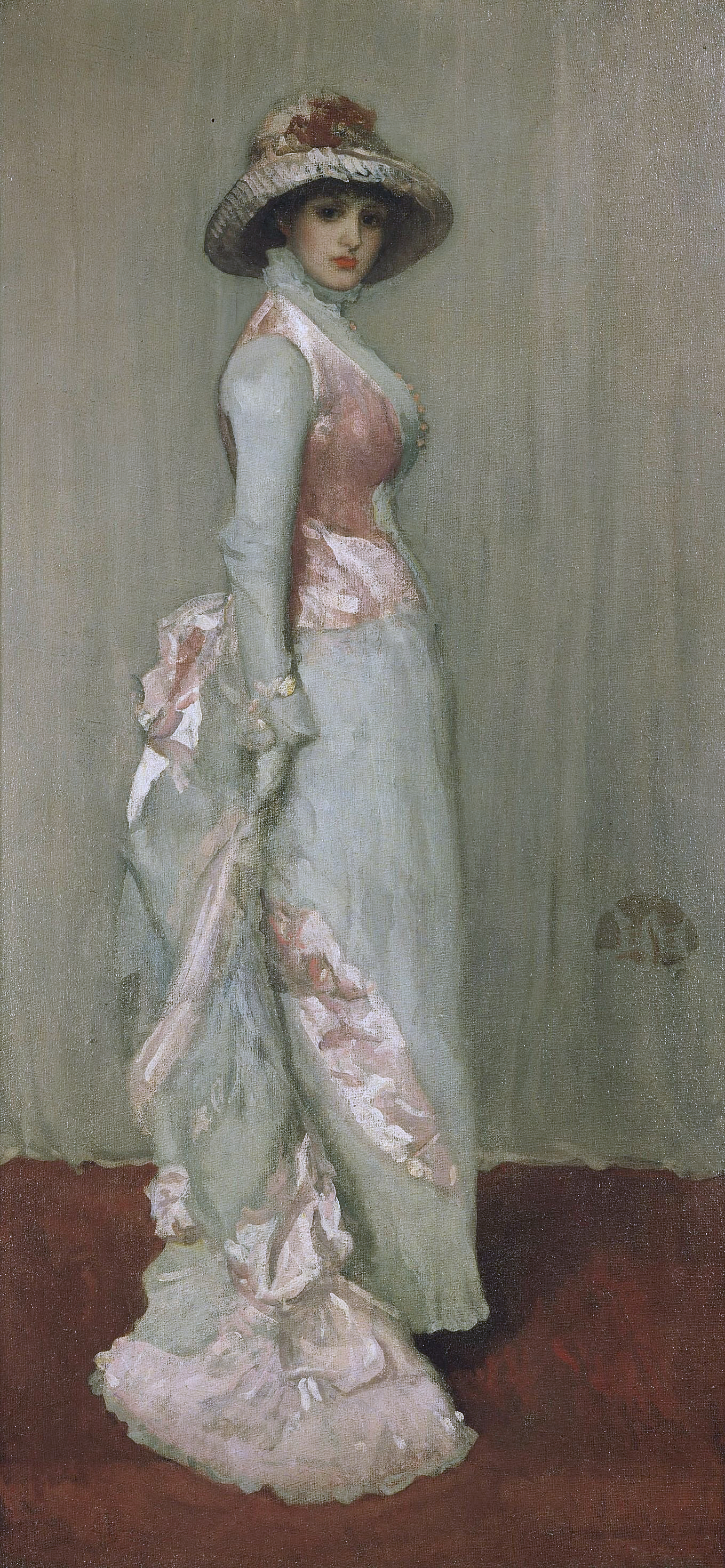
レディ・ミューズ(Lady Meux) ジェームズ・マクニール・ホイッスラー(James McNeill Whistler)作 1882.
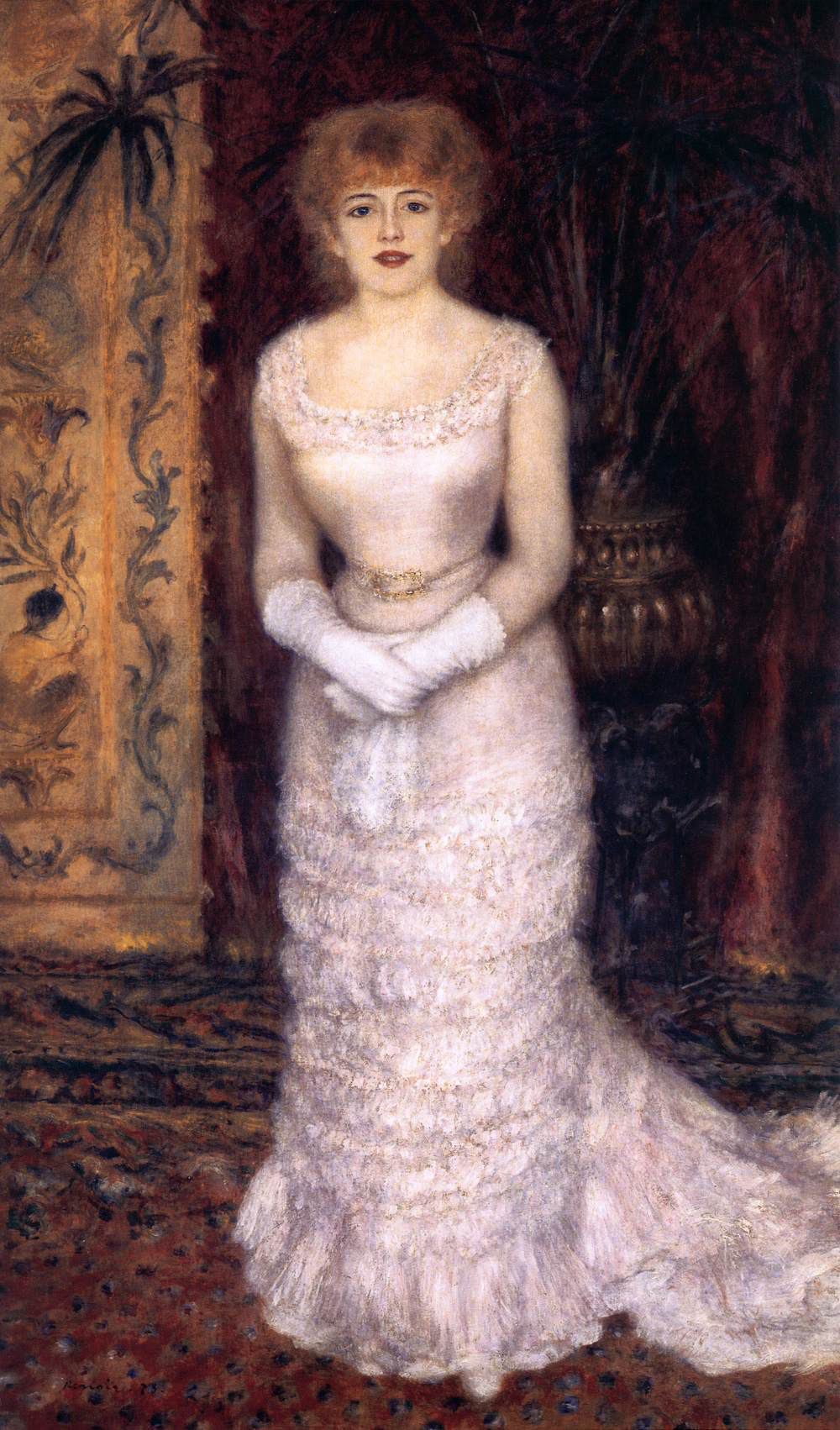
長い白の手袋を着用した正装のドレス 1878
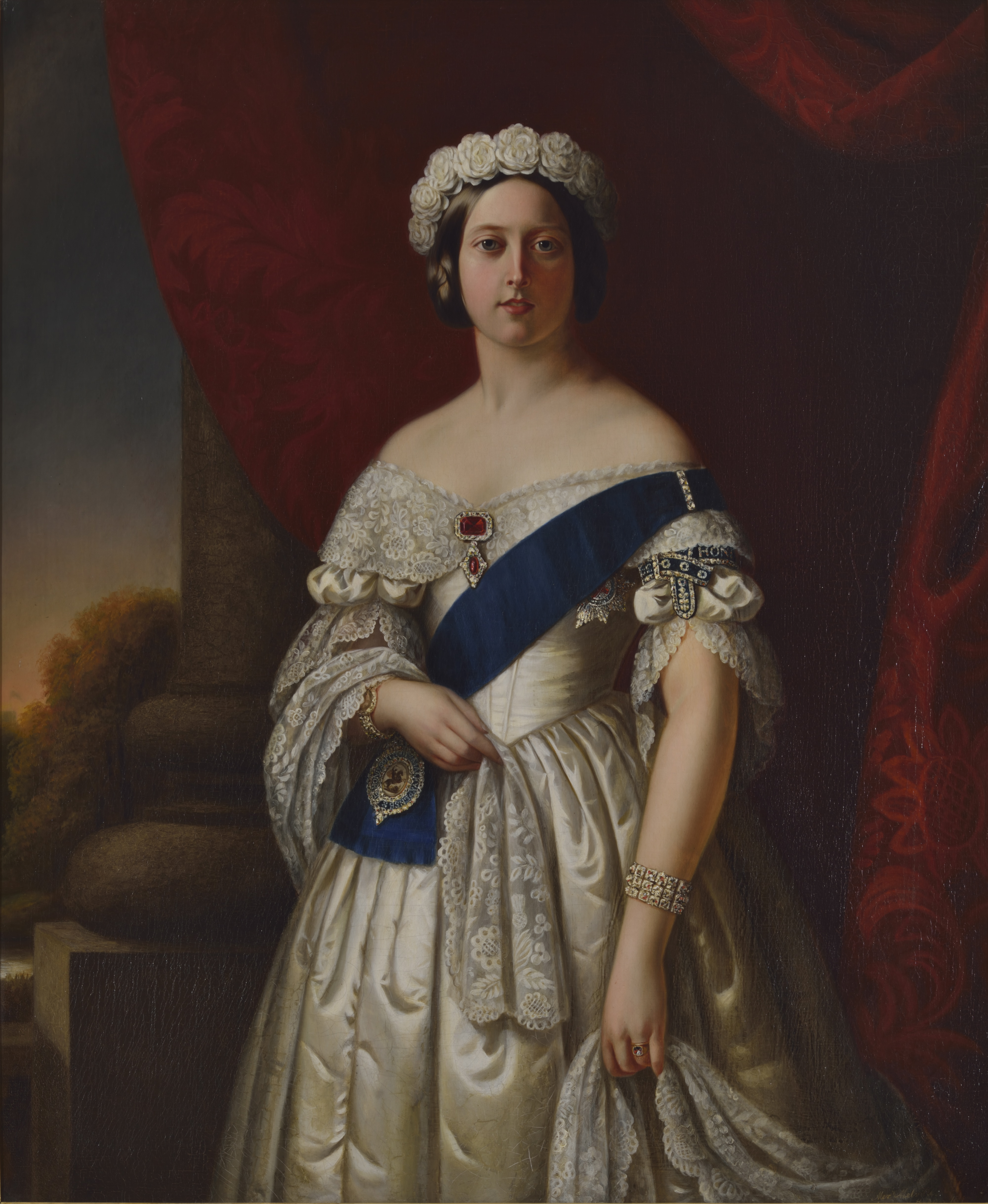
ヴィクトリア女王の肖像画 アレクサンダー・メルヴィル(Alexander Melville)作 1845
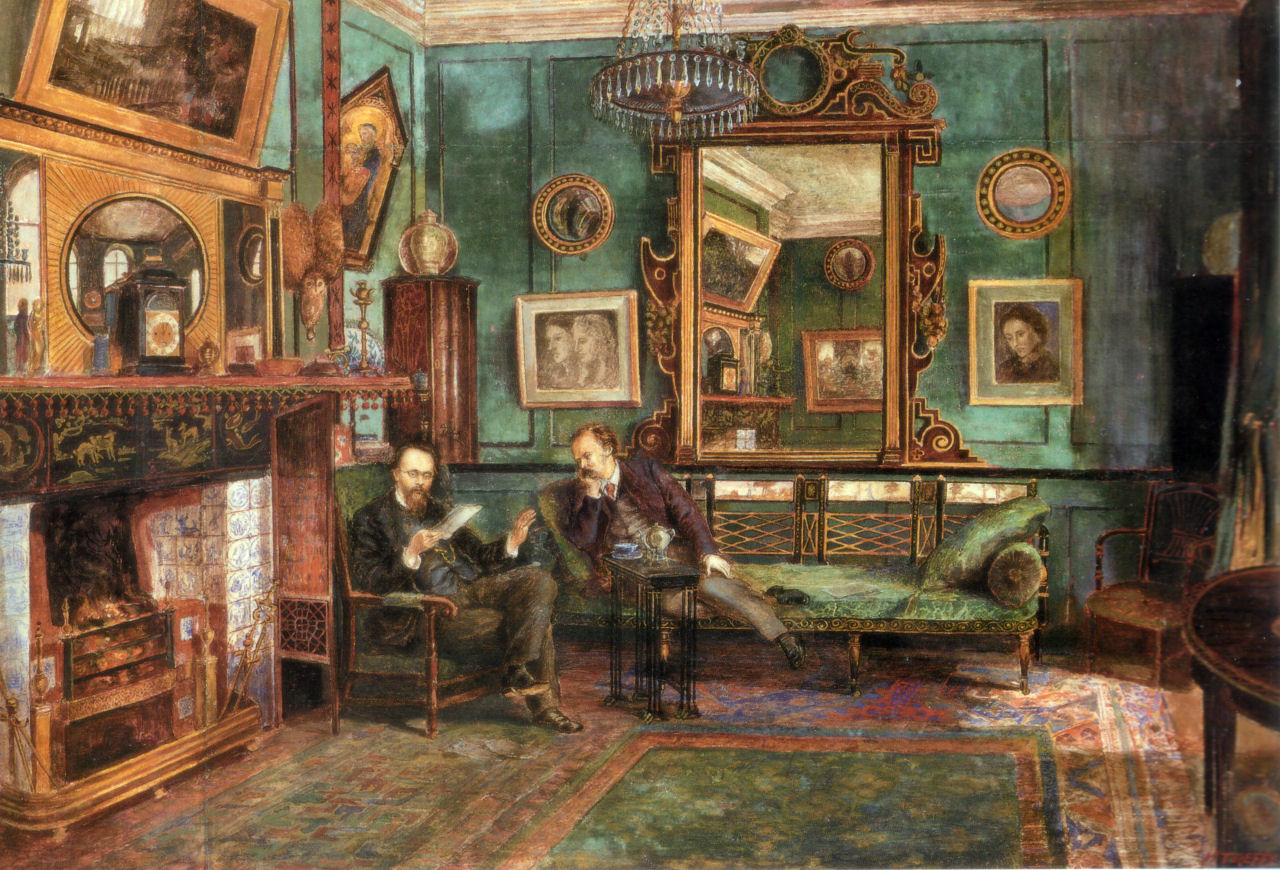
芸術的な室内 チェイニー通り16番街にある家の客間でダンテ・ゲイブリエル・ロセッティ(Dante Gabriel Rossetti)がセオドア・ワッツ・ダントン(Theodore Watts Dunton)に読み聞かせている 1882
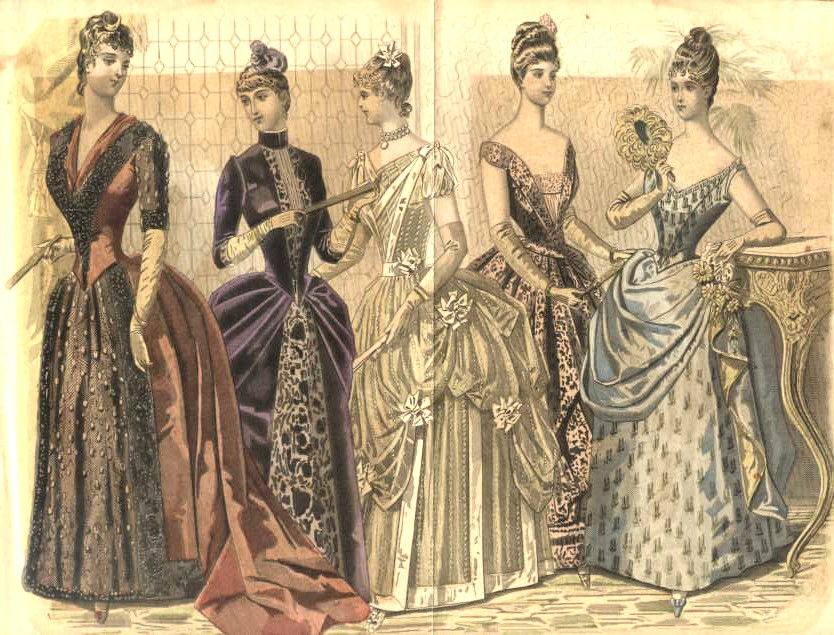
fashion plate from en:Peterson's Magazine, 1888
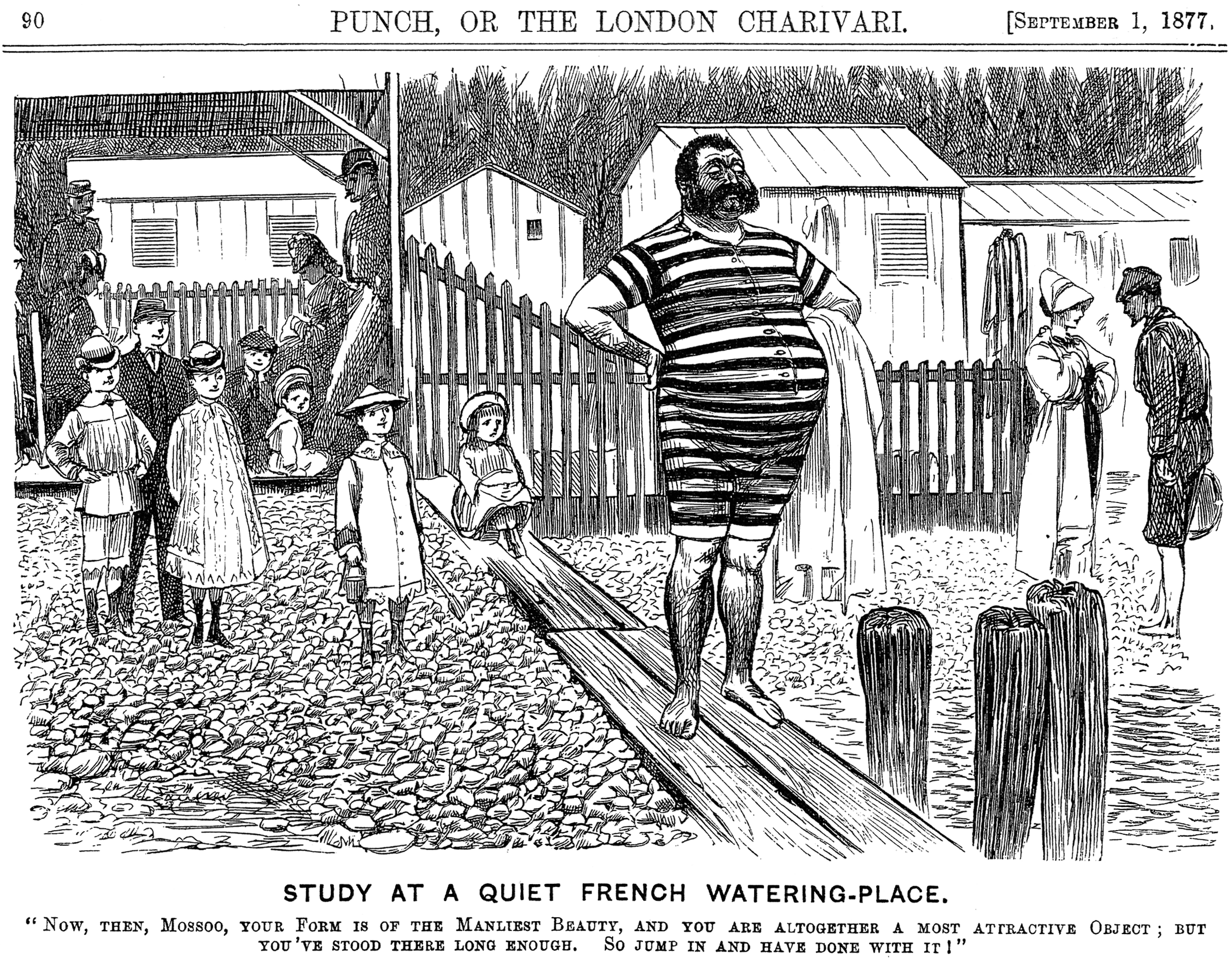
男性用水着 雑誌パンチ(Punch)の漫画より ジョージ・デュ・モーリア(George du Maurier)作
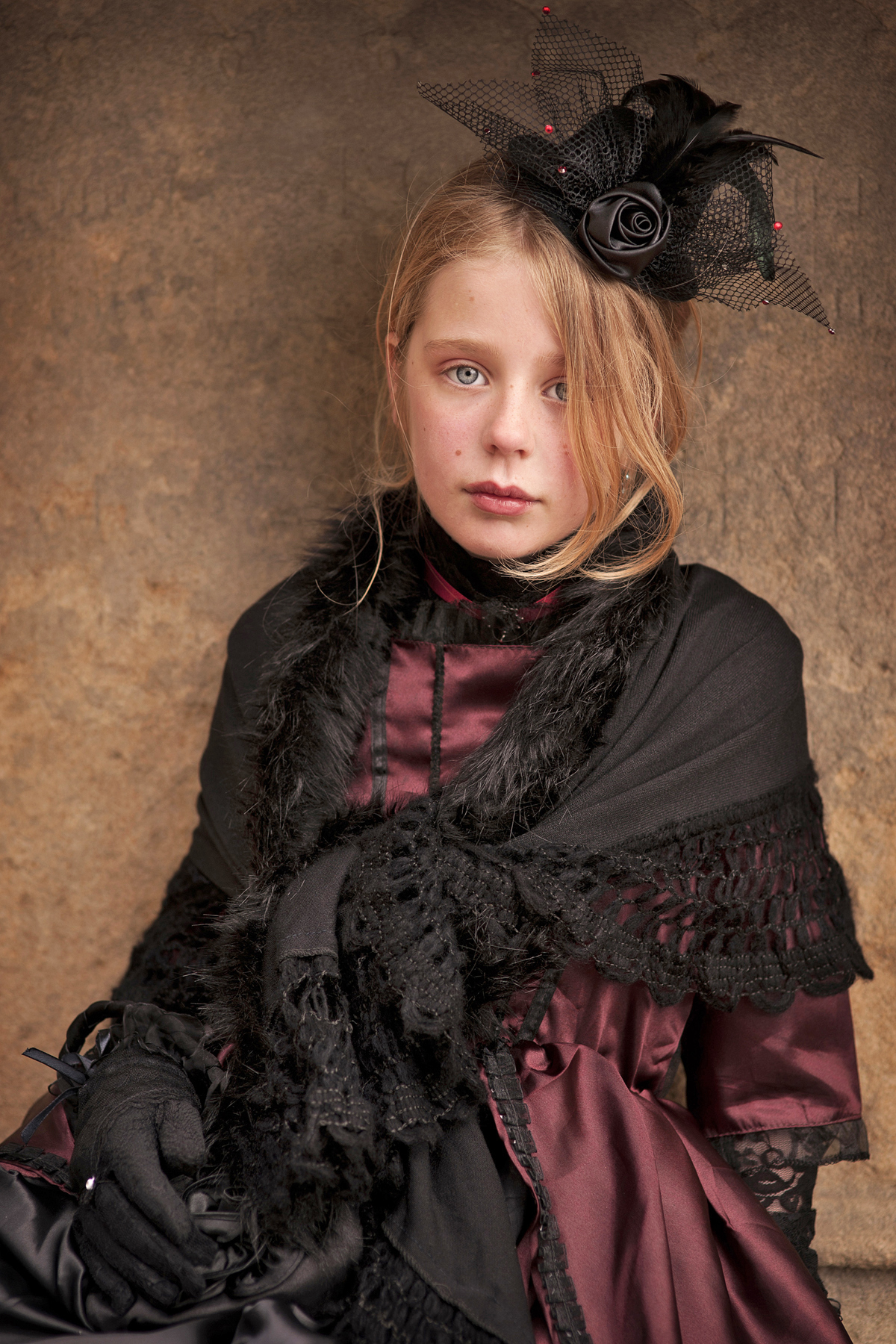
ゴシックファッションに合わされたヴィクトリア朝の服装に身を包んだ少女